# Matthew Lloyd (Radsportler)
Matthew Lloyd (* 24. Mai 1983 in Melbourne) ist ein ehemaliger australischer Radrennfahrer.

## Sportliche Karriere
Matthew Lloyd gewann 2004 eine Etappe der Herald Sun Tour in Australien. Ein paar Monate später konnte er eine Etappe bei der Tour of Wellington für sich entscheiden und gewann auch die Gesamtwertung. Dadurch platzierte er sich in der Endwertung der UCI Oceania Tour 2005 auf dem vierten Rang.
2006 fuhr Lloyd dann für das Continental Team SouthAustralia.com-AIS, für das er unter anderem eine Etappe bei der Tour of Japan und später bei der Herald Sun Tour gewann. Ab der Saison 2007 ging Lloyd für das belgische ProTour-Team Predictor-Lotto an den Start. 2008 ging er beim Straßenrennen der Olympischen Spiele in Peking an den Start und belegte Rang 30.
Im Jahr 2009 verletzte sich Lloyd beim Amstel Gold Race schwer. Beim Giro d’Italia 2010 erreichte Lloyd neben einem Etappensieg den abschließenden Sieg in der Bergwertung. 2010 erlitt er erneut Verletzungen, darunter einen Schulterbruch, als er nach einer Trainingsfahrt zur Bank fahren wollte und einen Unfall hatte. Die genauen Umstände blieben unklar, und Lloyd konnte sich auch an nichts erinnern.
Am 15. April 2011 unterbrach sein Team Omega Pharma-Lotto die Zusammenarbeit mit Lloyd aufgrund von „persönlichen Differenzen“. Später erklärte Lloyd in einem Interview, dass die Teamführung von ihm verlangt habe, die Katalonien-Rundfahrt zu bestreiten, obwohl er sich körperlich nicht dazu in der Lage gefühlt habe. Daher habe er diesen Start abgelehnt.
2013 legte Matthew Lloyd eine längere Rennpause ein, um eine Rehabilitation zu machen, nachdem er länger an Rückenbeschwerden litt. 2014 beendete er seine Radsportlaufbahn.

## Erfolge
2004
- eine Etappe Herald Sun Tour

2005
- Gesamtwertung und eine Etappe Tour of Wellington

2006
- eine Etappe Herald Sun Tour
- eine Etappe Japan-Rundfahrt

2008
- Australischer Meister – Straßenrennen

2010
- eine Etappe und  Bergwertung Giro d’Italia

## Grand-Tour-Platzierungen
| Grand Tour            | 2007 | 2008 | 2009 | 2010 | 2011 | 2012 |
| --------------------- | ---- | ---- | ---- | ---- | ---- | ---- |
| Giro d’ItaliaGiro     | 61   | 30   | –    | 50   | –    | –    |
| Tour de FranceTour    | –    | –    | 46   | 47   | –    | DNF  |
| Vuelta a EspañaVuelta | –    | DNF  | 50   | –    | –    | –    |

## Teams
- 2006 Southaustralia.com-AIS
- 2007 Predictor-Lotto
- 2008 Silence-Lotto
- 2009 Silence-Lotto
- 2010 Omega Pharma-Lotto
- 2011 Omega Pharma-Lotto (bis 14.04.)
- 2012 Lampre-ISD
- 2013 Lampre-Merida
- 2014 Jelly Belly-Maxxis